# Cloncurry
Cloncurry – miejscowość w Australii, w stanie Queensland, położone nad rzeką Cloncurry, przy drodze Barkly Highway i Flinders Highway, w odległości ok. 1700 km na północny zachód od Brisbane. W pobliżu miejscowości znajduje się port lotniczy Cloncurry

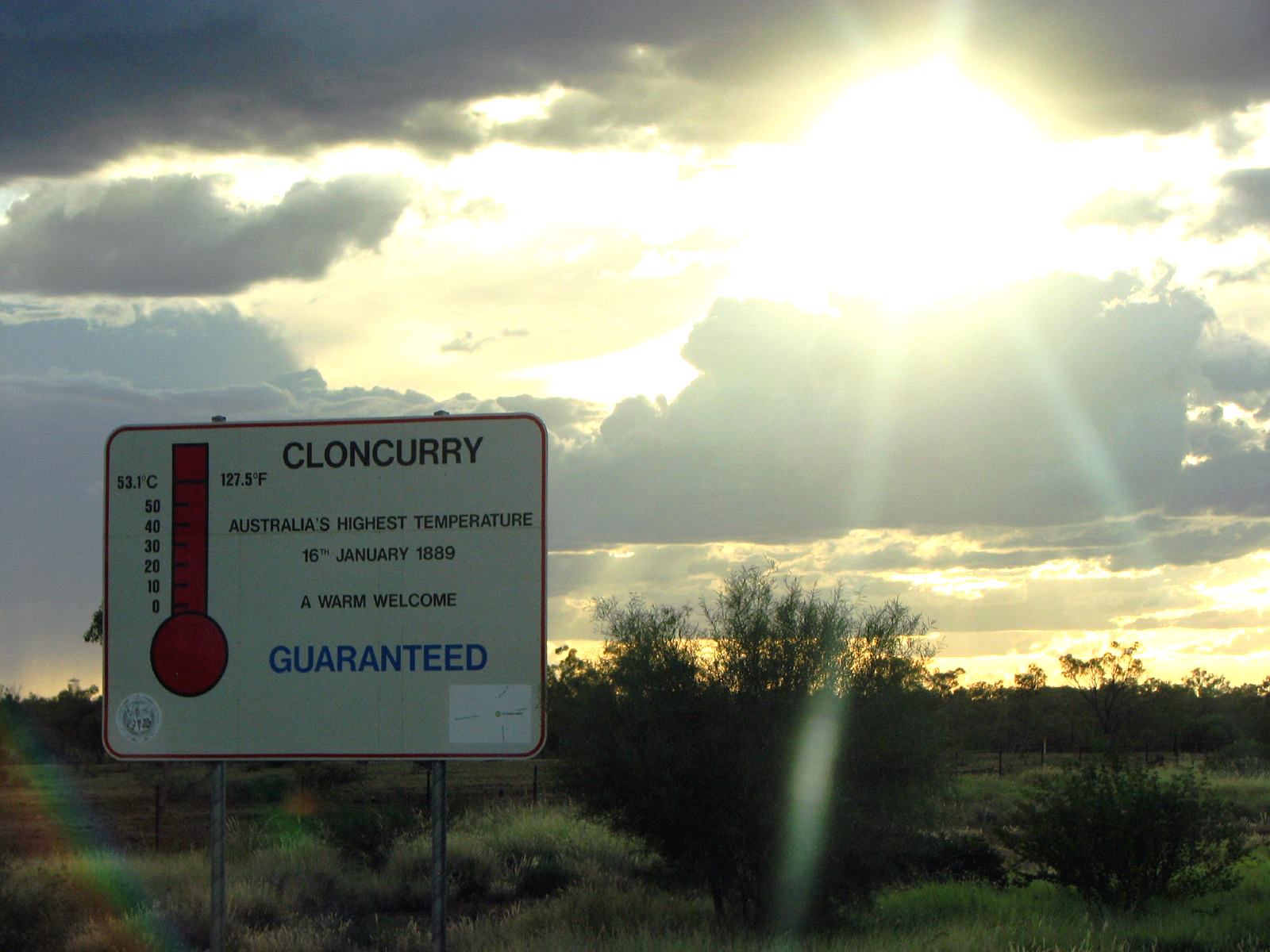

16 stycznia 1889 roku, w Cloncurry odnotowano najwyższą temperaturę powietrza w Australii. Zobacz Rekordy klimatyczne.